# Транспорт Саудівської Аравії
Транспорт Саудівської Аравії представлений автомобільним , залізничним , повітряним , водним (морським)  і трубопровідним , у населених пунктах  та у міжміському сполученні діє громадський транспорт пасажирських перевезень. Площа країни дорівнює 2 149 690 км² (13-те місце у світі). Форма території країни — відносно компактна; максимальна дистанція з півночі на південь — 1840 км, зі сходу на захід — 2080 км. Географічне положення Саудівської Аравії дозволяє країні контролювати транспортні шляхи між Європою, Африкою і Азією, морські шляхи в акваторіях Червоного моря і Перської затоки.

## Автомобільний
Загальна довжина автошляхів у Саудівській Аравії, станом на 2005 рік, дорівнює 221 372 км, з яких 47 529 км із твердим покриттям (3 891 км швидкісних автомагістралей) і 173 843 км без нього (22-ге місце у світі).

## Залізничний
Загальна довжина залізничних колій країни, станом на 2014 рік, становила 1 378 км (80-те місце у світі), з яких 1 378 км стандартної 1435-мм колії. У загальну довжину ліній врахована довжина усіх гілок роз'їздів.

## Повітряний
У країні, станом на 2013 рік, діє 214 аеропортів (26-те місце у світі), з них 82 із твердим покриттям злітно-посадкових смуг і 132 із ґрунтовим. Аеропорти країни за довжиною злітно-посадкових смуг розподіляються наступним чином (у дужках окремо кількість без твердого покриття):
- довші за 10 тис. футів (>3047 м) — 33 (0);
- від 10 тис. до 8 тис. футів (3047-2438 м) — 16 (7);
- від 8 тис. до 5 тис. футів (2437—1524 м) — 27 (72);
- від 5 тис. до 3 тис. футів (1523—914 м) — 2 (37);
- коротші за 3 тис. футів (<914 м) — 4 (16)[1].

У країні, станом на 2015 рік, зареєстровано 12 компанії авіаперевізників, які оперують 214 повітряними суднами. За 2015 рік загальний пасажирообіг на внутрішніх і міжнародних рейсах становив 32,77 млн осіб. За 2015 рік повітряним транспортом було перевезено 1,78 млрд тонно-кілометрів вантажів (без врахування багажу пасажирів).
У країні, станом на 2013 рік, споруджено і діє 10 гелікоптерних майданчиків.
Саудівська Аравія є членом Міжнародної організації цивільної авіації (ICAO). Згідно зі статтею 20 Чиказької конвенції про міжнародну цивільну авіацію 1944 року, Міжнародна організація цивільної авіації для повітряних суден країни, станом на 2016 рік, закріпила реєстраційний префікс — HZ, заснований на радіопозивних, виділених Міжнародним союзом електрозв'язку (ITU). Аеропорти Саудівської Аравії мають літерний код ІКАО, що починається з — OE.

## Водний

### Морський
Головні морські порти країни: Ед-Даммад, Ель-Джебель, Джидда, Янбу-ель-Бахр. Річний вантажообіг контейнерних терміналів (дані за 2011 рік): Ед-Даммад — 1,49 млн, Джидда — 4,01 млн контейнерів (TEU).
Морський торговий флот країни, станом на 2010 рік, складався з 72 морських суден з тоннажем більшим за 1 тис. реєстрових тонн (GRT) кожне (61-ше місце у світі), з яких: суховантажів — 1, танкерів для хімічної продукції — 25, контейнеровозів — 4, газовозів — 2, вантажно-пасажирських суден — 10, нафтових танкерів — 20, рефрижераторів — 3, ролкерів — 7.
Станом на 2010 рік, кількість морських торгових суден, що ходять під прапором країни, але є власністю інших держав — 15 (Єгипту — 1, Греції — 4, Кувейту — 4, Об'єднаних Арабських Еміратів — 6); зареєстровані під прапорами інших країн — 55 (Багамських Островів — 16, Домініки — 2, Ліберії — 20, Мальти — 2, Норвегії — 3, Панами — 11, Танзанії — 1).

## Трубопровідний
Загальна довжина газогонів у Саудівській Аравії, станом на 2013 рік, становила 3 тис. км; трубопроводів зрідженого газу — 1 183 км; нафтогонів — 5 117 км; продуктогонів — 1 151 км.

## Державне управління
Держава здійснює управління транспортною інфраструктурою країни через міністерство транспорту. Станом на 7 грудня 2016 року міністерство в уряді Салмана ібн Абд аль-Азіз Аль Сауда очолював Сулейман ібн Абдалла аль-Хамдан.

### Українською
- Атлас. 10-11 клас. Економічна і соціальна географія світу / упорядники :  О. Я. Скуратович, Н. І. Чанцева. — К. : ДНВП «Картографія», 2010. — ISBN 978-966-475-639-3.
- Атлас світу / голов. ред. І. С. Руденко ; зав. ред. В. В. Радченко ; відп. ред. О. В. Вакуленко. — К. : ДНВП «Картографія», 2005. — 336 с. — ISBN 9666315467.
- Безуглий В. В. Економічна і соціальна географія зарубіжних країн : Навчальний посібник. — К. : ВЦ «Академія», 2007. — 704 с. — ISBN 978-966-580-239-6.
- Безуглий В. В., Козинець С. В. Регіональна економічна і соціальна географія світу : Навчальний посібник. — видання 2-ге, доп., перероб. — К. : ВЦ «Академія», 2007. — 688 с. — ISBN 966-580-144-9.
- Головченко В., Кравчук О. Країнознавство: Азія, Африка, Латинська Америка, Австралія і Океанія. — К., 2006. — 335 с. — ISBN 966-8939-04-2.
- Дахно І. І. Країни світу: Енциклопедичний довідник / І. І. Дахно, С. М. Тимофієв. — К. : Мапа, 2011. — 606 с. — (Бібліотека нового українця) — ISBN 978-966-8804-23-6.
- Дахно І. І. Економічна географія зарубіжних країн : навчальний посібник. — К. : Центр учбової літератури, 2014. — 319 с. — ISBN 978-611-01-0682-5.
- Дорошенко В. І. Географія транспорту : Навчальний посібник / В. І. Дорошенко, К. Д. Діденко. — К. : Київський нац. ун-т ім. Т. Шевченка, 2010. — 183 с. — ISBN 978-966-439-329-1.
- Дубович І. А. Країнознавчий словник-довідник. — 5-те вид., перероб. і доп. — К. : Знання, 2008. — 839 с. — ISBN 978-966-346-330-8.
- Економічна і соціальна географія країн світу : Навчальний посібник / За ред. С. П. Кузика. — Л. : Світ, 2002. — 672 с. — ISBN 966-603-178-7.
- Зарубіжна транспортна географія : навчальний посібник / уклад. : Петрашевський О. Л. и др. — К. : Національний транспортний університет, 2015. — 95 с. — ISBN 978-966-632-227-5.
- Ігнатьєв П. М. Країнознавство: Країни Азії. — Ч. : Книги-ХХІ, 2004. — 383 с. — ISBN 966-8029-53-4.
- Книш М. М., Мамчур О. І. Регіональна економічна і соціальна географія світу (Латинська Америка та Карибські країни, Африка, Азія, Океанія) : навч. посіб. — Л. : ЛНУ ім. Івана Франка, 2013. — 368 с. — ISBN 978-617-10-0007-0.
- Юрківський В. М. Регіональна економічна і соціальна географія. Зарубіжні країни : Підручник. — К. : Либідь, 2001. — 416 с. — ISBN 966-06-0092-5.

### Англійською
- (англ.) Modern Transport Geography / Hoyle, B. and R. Knowles (eds). — Second Edition,. — London : Wiley, 1998.
- (англ.) Rodrigue, J-P. The Geography of Transport Systems. — Fourth Edition. — N. Y. : Routledge, 2017. — 440 с. — ISBN 978-1138669574.
- (англ.) Taaffe E. J., Gauthier H. L. and O'Kelly M. E. Geography of transportation. — Second Edition. — N. Y. : Prentice Hall, 1996. — ISBN 0-13-368572-1.
- (англ.) Black, W. Transportation: A Geographical Analysis. — N. Y. : Guilford, 2003.

### Російською
- (рос.) Максаковский В. П. Географическая картина мира. Книга I: Общая характеристика мира. — М. : Дрофа, 2008. — 495 с. — ISBN 978-5-358-05275-8.
- (рос.) Максаковский В. П. Географическая картина мира. Книга II: Региональная характеристика мира. — М. : Дрофа, 2009. — 480 с. — ISBN 978-5-358-06280-1.
- (рос.) Физико-географический атлас мира. — М. : Академия наук СССР и главное управление геодезии и картографии ГГК СССР, 1964. — 298 с.
- (рос.) Шаповал Н. С. Транспортная география и транспортные системы мира : учебное пособие. — К. : Центр учбової літератури, 2006. — 188 с. — ISBN 000-0000-00-4.
- (рос.) Экономическая, социальная и политическая география мира. Регионы и страны / под ред. С. Б. Лаврова, Н. В. Каледина. — М. : Гардарики, 2002. — 928 с. — ISBN 5-8297-0039-5.
- (рос.) Энциклопедия стран мира / глав. ред. Н. А. Симония. — М. : НПО «Экономика» РАН, отделение общественных наук, 2004. — 1319 с. — ISBN 5-282-02318-0.